# Franco Cristaldo
Franco Cristaldo (Morón, 15 agosto 1996) è un calciatore argentino, centrocampista del Grêmio.

## Caratteristiche tecniche
È un centrocampista centrale, è molto bravo tecnicamente e dotato di grande abilità con la palla e di una notevole visione di gioco.

## Palmarès

### Club

#### Competizioni statali
- Campionato Gaúcho: 1

Grêmio: 2024

#### Competizioni nazionali
- Campionato argentino: 1

Boca Juniors: 2015